# Drapeau du Liberia
Le drapeau du Liberia est le drapeau national de la République du Liberia, dont l'adoption remonte à 1847. En 1822, le Liberia est fondé par une société américaine de colonisation (The National Colonization Society of America), pour y installer des esclaves noirs libérés. Ils se dotent d'un drapeau en 1827, en remplacement de celui des États-Unis, qui portait alors 24 étoiles au canton. Le drapeau en est donc librement inspiré.
Ce drapeau est vu sur de nombreux bateaux autour du monde, du fait de l’immatriculation à faibles taxes dans ce pays. Il est estimé que 1600 bateaux naviguent sous ce pavillon de complaisance, apportant une bonne partie du revenu du pays.

## Historique

### 1822-1847: colonie du Liberia puis communauté autonome

ratio 2:3
Drapeau du Liberia de 1827 à 1847.

Le drapeau de la colonie est adopté le 9 avril 1827 et confirmé en 1839 lorsque la colonie se transforme en communauté autonome.
Il portait alors la croix au lieu d’une étoile en canton, soulignant la dévotion chrétienne des colons (la capitale Monrovia fut baptisée à l’origine City of Christ). Les bandes sont au nombre de 13, comme sur le drapeau des États-Unis, symbolisant la paix (blanc) et le sang versé pour la construction du pays (rouge). Le bleu représentait l’océan ou le continent africain. D’autres sources font état du courage et de l’excellence morale comme symboles respectifs du rouge et du blanc.

### Depuis 1847: République du Liberia

ratio: 10:19
Drapeau du Liberia depuis 1847.

Le nouveau drapeau est adopté par la nouvelle constitution républicaine le 16 juillet 1847, peu de jours avant la déclaration de l'indépendance le 26 juillet et levé officiellement le 27 août suivant. Les proportions 10:19, fixées seulement en 1961, sont les mêmes que celles du drapeau américain. Les bandes furent portées de 13 à 11 pour se rappeler les onze représentants des trois comtés (Montserrado, Grand Bassa et Sinoe) qui signèrent la déclaration d'indépendance. L’étoile remplace la croix pour montrer l’indépendance de la seule République libre d’Afrique. 

## Drapeaux des comtés
Chaque comté du pays bénéficie également d'un drapeau local, lesquels comportent une réplique du drapeau national en version miniature. 

Comté de Bomi
Comté de Bong
Comté de Gbarpolu
Comté de Grand Bassa
Comté de Grand Cape Mount
Comté de Grand Gedeh
Comté de Grand Kru
Comté de Lofa
Comté de Margibi
Comté de Maryland
Comté de Montserrado
Comté de Nimba
Comté de River Cess
Comté de River Gee
Comté de Sinoe